# Пустовий Сергій Володимирович
Сергій Володимирович Пустовий (нар. 11 червня 1985 року, Дніпро) — депутат Дніпровської міської ради VIII скликання, приватний нотаріус Дніпровського міського нотаріального округу.

## Життєпис
Народився 11 червня 1985 року у місті Дніпро (колишній Дніпропетровськ), навчався у дніпровській школі № 19.
З 2002 по 2008 рік навчався у Дніпропетровському Національному гірничому університеті та Дніпропетровському Національному університеті ім. Олеся Гончара за спеціальністю «Правознавство».
З 2006 по 2009 рік — приватний підприємець.
З 2009 року по нині — приватний нотаріус Дніпровського міського нотаріального округу.
У 2015 році був обраний до Дніпровської міської ради від політичної партії «Опозиційний блок» по територіальному виборчому округу №36.
З 2015 по 2020 рік — депутат Дніпровської міської ради VII скликання, секретар постійної комісії міської ради з питань архітектури, містобудування та земельних відносин.
У 2020 році був переобраний депутатом Дніпровської міської ради VIII скликання від Дніпровської міської організації Політична партія «Пропозиція». З 2020 по сьогодні — заступник голови постійної комісії міської ради з питань архітектури, містобудування та земельних відносин, голова депутатської фракції Політичної партія «Пропозиція».

## Сімейний стан
Одружений, має дві доньки.

## Громадська діяльність
За час його перебування на посаді депутата міської ради був побудований технопарк, сквери, скейт-парк, завершено реконструкцію школи №7 відремонтовано стадіон на житловому масиві Лівобережний-3, створено сучасну локацію для відпочинку та роботи у сквері Усачова. За ініціативи депутата був розроблений проєкт реконструкції набережної на лівому березі. Також були проведені ремонтні роботи внутрішньоквартальних доріг та встановлені майданчики для вигулу собак. Сергій Пустовий також ініціював створення кінотеатру під відкритим небом, облагородження зони відпочинку на лівому березі Дніпра, тощо.